# Sulzach
Sulzach – rzeka w Bawarii, lewy dopływ Wörnitz. 